# サン・ニコロ・ジェッレーイ
サン・ニコロ・ジェッレーイ（イタリア語: San Nicolò Gerrei）は、イタリア共和国サルデーニャ自治州南サルデーニャ県にある、人口約700人の基礎自治体（コムーネ）。

## 地理

### 位置・広がり

#### 隣接コムーネ
隣接するコムーネは以下の通り。
- アルムンジャ
- バッラーオ
- ドリアノーヴァ
- サン・バジーリオ
- サンタンドレーア・フリーウス
- シリーウス
- ヴィッラサルト